# Daniel Carreño
Daniel Carreño, de son nom complet José Daniel Carreño Izquierdo, né le 1er mai 1963 est un footballeur uruguayen devenu entraîneur.

## Biographie
Surnommé El Crespo, Carreño joue comme attaquant et passe la majorité de sa carrière au sein du club des Wanderers de Montevideo. Il est également joueur du RC Lens et du Club Nacional. 
Avec le RC Lens, il dispute 41 matchs en première division, inscrivant six buts. Il participe également à la Coupe de l'UEFA avec cette équipe (deux matchs, un but).
Avec les Montevideo Wanderers, il inscrit deux buts lors de la Copa Libertadores 1983.
Il remporte seulement deux titres durant sa carrière : la Copa Libertadores et la Coupe intercontinentale en 1988 avec le Club Nacional.
Carreño connait toutefois plus de succès en tant qu'entraîneur en remportant notamment le championnat d'Uruguay en 2002 avec le Club Nacional, puis en 2014 le Championnat d'Arabie saoudite avec Al-Nassr.

## Palmarès

### Joueur

#### Club

##### Club Nacional
- Vainqueur de la Copa Libertadores en 1988
- Vainqueur de la Coupe intercontinentale en 1988

### Entraîneur

#### Club

##### Montevideo Wanderers
- Champion d'Uruguay de D2 en 2000

##### Club Nacional
- Champion d'Uruguay en 2002

##### Al-Nassr
- Champion d'Arabie saoudite en 2014
- Vainqueur de la Coupe d'Arabie saoudite en 2014